# Carol Gilligan
Carol Gilligan est une philosophe et psychologue féministe américaine, née le 28 novembre 1936. Elle est professeure honoraire de psychologie sociale, spécialiste des relations sociales et fondatrice de l'éthique de la sollicitude (ou éthique du care). Elle est connue pour son ouvrage paru en 1982, Une voix différente, qui propose un point de vue plus féministe.

## Biographie
Gilligan étudie la littérature anglaise et la psychologie clinique et soutient une thèse de doctorat en  psychologie sociale de l'université Harvard. Elle mène ensuite une carrière universitaire, d'abord à l'université Harvard en 1967, puis à l'université de Cambridge de 1992 à 2002. En 2002, elle est ensuite professeur à l'université de New York (School of Education and the School of Law) où elle finit sa carrière d'enseignante.

## Éthique ducareet féminisme

### Définition ducareselon Carol Gilligan
Gilligan est connue pour son travail sur les relations éthiques et l'éthique de la sollicitude. Son ouvrage le plus célèbre est Une voix différente, qui propose une critique de l'échelle du développement moral de Kohlberg selon laquelle les filles atteindraient un niveau de développement moral moindre que les garçons. Contrairement à l'éthique habituelle basée sur la justice, originellement établie par la société patriarcale, Carol Gilligan propose un changement de vision de cette morale par l'établissement de l'éthique du care qui prône davantage les relations entre les individus. Selon l'enseignante Sandra Laugier, qui enseigne dans une université à Paris, le care se décrit par une accentuation sur l'aspect substantiel et sur le côté spécifique. Carol Gilligan explique qu’en accordant beaucoup de place à la justice, nous n'en accordons pas assez à l’éthique. Selon l’encyclopédie Universalis, Gilligan ne propose pas de remplacer l'ensemble des théories de la justice par le care. Elle propose plutôt une vision morale et politique qui serait véritablement plus équitable et qui s’accorderait ainsi que, plairait à tout le monde, c’est-à-dire, universelle. Une morale et politique qui ne mettrait pas à part les activités et les questionnements d’une partie au complet de l’humanité.

### L'émergence ducareet la pensée de Kohlberg
Carol Gilligan, étant l'assistante de Lawrence Kohlberg, connaissait bien son travail. Pour Kohlberg, un développement de la morale élevée se traduit par une abstraction des circonstances, ce qui permet un jugement juste sur le geste posé. Cela assure le respect des droits individuels. Pour lui, l’apogée du développement moral est l’atteinte d’une autonomie permettant la prise de décisions morales qui permettront d’acquérir davantage de liberté et d’autonomie. Cette notion de care se traduit principalement par « le soin mutuel ». De son côté, Carol Gilligan s’est d’abord penchée sur les caractéristiques morales des hommes et des femmes pour arriver à une définition plus précise de l’éthique du care. Selon Gilligan, le care est « la capacité à prendre soin d’autrui ». Bien qu’elle aborde une vision plus féministe dans ses ouvrages, sa définition a inspiré d’autres auteurs, comme Joan Tronto, à approfondir le sujet, allant même à se questionner comment prendre soin de notre société en général. Selon une psychologue, la théorie de Carol Gilligan offre un point de vue différent des études de Lawrence Kohlberg sur l'évolution morale des êtres humains. Kohlberg affirmait aussi que les femmes avaient une certaine « faiblesse morale ». Un des aspects sur lequel Gilligan insiste fortement est le fait que Kohlberg fait clairement une distinction entre celui qui est présenté chez les garçons, qui serait opposé à celui des jeunes filles. Gilligan critique cette théorie. Pour une simple mise en contexte, si on recule dans le temps de Gilligan, tout cela s’est passé dans l’alentour des années 70 et 80. Les mouvements féministes commençaient à vouloir prendre place et mettre de côté les jugements sexistes. « L’égalité est la clé », selon la psychologue et auteur de l’article. Les origines des visions et des points de vue de Carol Gilligan se mettent alors toutes en place. La psychologue Valeria Sabater explique que Gilligan démontre qu’il ne s’agit pas d'une différence d’une évolution morale, mais plutôt de la nature et comment les deux sexes ont été élevés différemment au travers les temps de la vie.

#### Critique de la théorie de Kohlberg
L'un des aspects de la théorie de Lawrence Kohlberg que critique Gilligan concerne le dilemme de Heinz qui est essentiellement fondé sur un problème posé à un garçon et à une fille : « un homme se demande s'il doit ou s'il ne doit pas voler un médicament qu'il n'a pas les moyens d'acheter pour sauver la vie de sa femme ». Le garçon résout le dilemme en considérant que l'homme doit voler le médicament et donc transgresser la loi s'il veut sauver sa femme. La fille quant à elle explique qu'en volant le médicament, il risquerait d'aller en prison. Si sa femme retombait malade, il ne pourrait plus la sauver. En reconfigurant le problème de la sorte, l'homme ne transgresse pas la loi, il sauve sa femme et le pharmacien accomplit un acte altruiste. Selon Kohlberg, la petite fille fait preuve d'une certaine naïveté et n'a pas conscience des principes de la justice universelle. Cependant, contrairement à Kohlberg, l'énonciateur du dilemme de Heinz, qui présente une certaine hiérarchie entre les morales féminine et masculine, Carol Gilligan ne présente pas une supériorité de la morale des hommes. Selon Vanessa Nurock, Gilligan défend plutôt la théorie selon laquelle l’éthique morale des femmes est différente de celles des hommes. En effet, la morale féminine du point de vue de Gilligan est davantage axée sur les relations humaines et l'entraide.
Ainsi, selon Gilligan, les femmes ne peuvent pas être élevées sur l’échelle de classement de moralité de Kohlberg puisqu’elles ne répondent pas aux critères patriarcaux qu’il a développés. En effet, les valeurs qu’elles se font inculquer, comme l’importance des relations et de l’entraide, vont complètement à l’encontre de sa définition de la maturité, qui met plutôt de l'avant l'indépendance et l'individualisme. Carol Gilligan critique cette échelle de développement moral puisqu’elle fait paraître les femmes, ainsi que tous ceux pensant aux autres, comme déviants moralement. Avec l’éthique du care, la psychologue veut donc démontrer qu’il doit y avoir des modifications faites dans l’évaluation de la moralité. D’après elle, il faut prendre en compte la subjectivité, le rapport avec les autres et l’éducation qui sont des éléments différents chez chaque individu.
Selon Gilligan, la résolution différentielle du dilemme du pharmacien met en lumière deux rapports à la morale :
- le premier (plutôt associé à la morale masculine) est fondé sur un rapport au monde logique et juridique ; le garçon préfère voler l'argent donc la vie vaut plus que l'argent.
- le second (plutôt associé à la morale féminine) est fondé sur le dialogue, le sens de la responsabilité et l'attention à autrui qui sont les fondements de l'éthique de la sollicitude.; la fille préfère en discuter plus profondément pour trouver un moyen d'avoir l'argent, afin de préserver la relation avec la femme.

#### Proposition d'une éthique relationnelle
Carol Gilligan développe l’éthique du care lorsqu’elle remarque que certaines personnes étaient exclues des études sur le développement moral, entre autres, les femmes. Elle affirme que les distinctions entre les hommes et les femmes sont dues à l’éducation, aux préjugés, aux rôles sociaux. De ce fait, la société insiste pour que les femmes soient dotées d’empathie, d’écoute, de douceur ainsi que de l'ensemble des qualités requises pour le maternage. De plus, leur rôle étant de prendre soin d’autrui, elles valorisent l’attachement et les relations avec les autres qui leur permettent de grandir et de mieux se connaître. Selon la philosophe, ces enseignements mènent les femmes à acquérir une éthique relationnelle, aussi nommée éthique de la sollicitude ou éthique du care. L’éthique masculine, selon Gilligan est représentée par un sens de l’autonomie et une justice axée sur les droits et les règles de la société. Pour s’opposer à cette éthique, elle propose une voix différente pour les femmes, qui est marquée par une attitude vulnérable et l’éthique du care.

### Une voix différente
Une voix différente a été écrit dans le but de revendiquer une nouvelle forme de moralité qui considère avant tout les relations humaines. Cette morale est axée sur le caractère central des relations (aucun humain n'est une ile), l’autonomie et la justice. Gilligan se base sur des vraies expériences vécues par des filles pour finalement se rendre compte que cette manière différente de voir est présente dans chaque individu mais est négligée, car elle appartient principalement aux filles. Son ouvrage est fondé sur des questions comme « Dans une certaine situation, comment faire pour préserver et entretenir les relations humaines qui y sont en jeu, sans renforcer les inégalités de genre, race ou classe? ». Une voix différente a ouvert une nouvelle perspective du féminisme et a inspiré plusieurs femmes dans le monde.

### L'origine des différentes morales selon Gilligan
Selon Fabienne Brugère, Gilligan présente les différentes morales entre les sexes comme étant notamment originaires des stéréotypes inculqués dès l'enfance par la société. Au cours du développement, ces derniers se seraient développés en véritable identité associée au sexe. Selon la philosophe, la morale masculine tire son origine d'un développement plutôt individualiste et d'une certaine indépendance sur le plan des relations avec autrui. Au contraire, la morale féminine axée sur le care est plutôt le résultat de l'attachement plus important avec autrui au cours du développement et particulièrement en ce qui concerne la relation mère-fille.
Ainsi, Gilligan présente les différences dans le développement des individus comme étant notamment une cause de l'émergence des dissemblances entre la morale logique et individualiste de l'homme ainsi que la morale relationnelle de la femme.

### L'éthique ducarede Gilligan appliquée à différents enjeux
Joan Tronto reprend cette éthique, mais lui donne un sens plus politique et moins essentialiste.
Les travaux de Gilligan sur l'éthique du care ont été mobilisés par plusieurs universitaires pour penser les crises et notamment la crise démocratique, mais aussi le Covid-19.
Fabienne Brugère présente notamment l'analyse de Gilligan en ce qui concerne l'avortement. Selon Gilligan, l'interruption volontaire d'une grossesse présente parfaitement le dilemme entre le bien-être de soi et celui d'autrui qui est omniprésent dans l'éthique du care.
L'éthique du care a plusieurs impacts dans différents enjeux sociaux, car elle met de l'avant l'importance de la pluralité des morales qui ne se limitent pas à l'éthique logique originellement établie. De plus, cette éthique présente plutôt l'égalité des voix de ceux qui sont plus vulnérables et moins reconnus.

## Publications

### En français
- Carol Gilligan, Sandra Laugier et Patricia Paperman, « Le care, éthique féminine ou éthique féministe ? », Multitudes, vol. 2, nos 37-38,‎ 2009, p. 76-78 (lire en ligne, consulté le 21 avril 2017).
- Carol Gilligan, Une si grande différence, Paris, Flammarion, 1986.1ère traduction française de A Different Voice.
- Carol Gilligan (trad. de l'anglais par Annick Kwiatek et Vanessa Nurock, préf. Sandra Laugier et Patricia Paperman), Une voix différente : La morale a-t-elle un sexe ? [« In a Different Voice »], Paris, Flammarion, coll. « Champs essais », 2019 (1re éd. 1986), 336 p. (ISBN 978-2-08-147938-8).
- Contre l'indifférence des privilégiés. À quoi sert le care, avec Joan Tronto et Arlie Hochschild, Paris, Payot, 2013.
- Pourquoi le patriarcat ?, avec Naomi Snider, Flammarion, 2019.

### En anglais
- In a Different Voice, Harvard University Press, 1982.
- Mapping the Moral Domain: A Contribution of Women's Thinking to Psychological Theory and Education, Harvard University Press, 1989.
- Making Connections: The Relational Worlds of Adolescent Girls at Emma Willard School, Harvard University Press, 1990.
- Meeting at the Crossroads: Women's Psychology and Girls' Development, Harvard University Press, 1992.
- Between Voice and Silence: Women and Girls, Race and Relationships, Harvard University Press, 1997.
- The Birth of Pleasure, Knopf, 2002.
- Kyra, Random House, 2008.
- The Deepening Darkness: Patriarchy, Resistance, & Democracy's Future, Cambridge University Press, (2009) (avec David A.J. Richards).
- Why does patriarchy persist?, Cambridge: Polity Press, 2018 (avec Naomi Snider).

#### En anglais
- Conversation avec Carol Gilligan
- Carol Gilligan : vidéo produite extraite de Women Who Make America